# Jules Giroul (1832-1866)
Pour les articles homonymes, voir Jules Giroul.
Jules Victor Hyacinthe Giroul, né le 23 février 1832 à Racour et décédé le 15 juin 1866 à Huy fut un homme politique libéral belge wallon.
Il fut avocat, échevin de Huy et membre du parlement.